# The Milk-Eyed Mender
The Milk-Eyed Mender je debutové album americké hudebnice Joanny Newsom. Bylo vydáno v březnu 2004 ve vydavatelství Drag City.

## Popis alba
Vydavatelství Drag City album popsalo jako "duši posilující dynamický rozsah, hlas starého v mladém těle se zlatou harfou. Joannino ahoj celému světu."
Newsom napsala hudbu a texty ke všem skladbám, vyjma skladby Three Little Babes připsané folkové zpěvačce Texas Gladden. Hudební aranže nahrála na harfu z dílny chicagského výrobce Lyon & Healy, dále na harpsichord, wulritzerovo elektrické piano a akustické piano.
Album nahrál a produkoval Noah Georgeson, její kolega z kapely The Pleased. Georgeson rovněž přispěl doprovodnou kytarou a vokály celkově do tří skladeb. Grafickou podobu obalu desky zpracovala Emily Prince za využití fotografie zpěvačky od Alissy Anderson. Pro obálku využila patchworkové obrázky letadel, balónů, ptactva, narvala a dalších zvířat, fotografii zpěvačky rámovala těstovinami.

## Kritická recepce
Album se dočkalo širokého kritického uznání. Brandon Stosuy v recenzi na serveru Pitchfork album popsal album jako "detailně romantické", "idiosynkratické" a "prozaické". Zpěvačka podle recenzenta vládne "radostným trylkem" a "její dětinská intonace je blízká Lindě Hagood z kapely Smackdab v atmosféře anglické folkové scény 60. let 20. století v pojetí Vashti Bunyan."
Holub-Moorman označil album 10 let po vydání za "mistrovské dílo samo o sobě", které je především o rytmu. Ve skladbě Bridges and Balloons se objevují harfové smyčky, Cassiopeia má skrytě waltzový rytmus, jemné synkopy prostupují Sprout and the Bean a jednoduchá arpeggia tvoří linku skladby The Book of Right-On.
Server Pitchfork album zařadil na 10. pozici alb roku 2004 a na 47. místo mezi nejlepšími alby nulté dekády 21. století. Hudební publicista Pavel Klusák album zahrnul mezi101 největších alb pop-music.

## Seznam skladeb
Všechny skladby jsou napsané Joannou Newsom vyjma skladby Three Little Babes.
| Pořadí         | Název                      | Text           | Délka |
| -------------- | -------------------------- | -------------- | ----- |
| 1.             | Bridges and Balloons       |                | 3:42  |
| 2.             | Sprout and the Bean        |                | 4:32  |
| 3.             | The Book of Right-On       |                | 4:29  |
| 4.             | Sadie                      |                | 6:02  |
| 5.             | Inflammatory Writ          |                | 2:50  |
| 6.             | This Side of the Blue      |                | 5:21  |
| 7.             | En Gallop                  |                | 5:07  |
| 8.             | Cassiopeia                 |                | 5:20  |
| 9.             | Peach, Plum, Pear          |                | 3:34  |
| 10.            | Swansea                    |                | 5:05  |
| 11.            | Three Little Babes         | Texas Gladden  | 3:42  |
| 12.            | Clam, Crab, Cockle, Cowrie |                | 4:21  |
| Celková délka: | Celková délka:             | Celková délka: | 52:05 |

## Obsazení a produkce
- Joanna Newsom – zpěv, harfa, harpsichord, piano, wulritzerovo elektrické piano
- Noah Georgeson – produkce, doprovodné vokály, kytara
- Emily Prince – grafická část
- Alissa Anderson – fotografická část